# Viničani
Viničani (makedonska: Виничани) är en ort i Nordmakedonien. Den ligger i kommunen Gradsko, i den centrala delen av landet, 60 kilometer sydost om huvudstaden Skopje. Viničani ligger 186 meter över havet och antalet invånare är 640.